# Messe du Couronnement (Mozart)
Krönungsmesse
La messe du Couronnement (messe en ut majeur KV 317, n° 15, dite Krönungsmesse en allemand) est, avec la Grande messe en ut mineur, la plus populaire des messes de Wolfgang Amadeus Mozart, qui en écrivit une vingtaine.

## Histoire
Son nom complet est « Messe du Couronnement de Mozart, KV 317, en Ut majeur pour quatre solistes, chœur mixte, 2 hautbois, 2 cors, 3 trombones, timbales, cordes et orgue. »
Mozart écrivit cette messe à l'âge de vingt-trois ans, lors d'un moment de profond désarroi, sur une commande de l'archevêque de Salzbourg Hieronymus von Colloredo-Mannsfeld qu'il détestait.
Après la mort de sa mère à Paris où il reçut un accueil glacé et vivant une grave déception amoureuse avec Aloysia Weber, Mozart était en proie à de graves ennuis financiers. En janvier 1779, il se voit obligé de rentrer à Salzbourg afin de reprendre son poste de Konzertmeister, (compositeur de la musique religieuse de la cour). Cette messe courte, une « Missa brevis », dure vingt-cinq minutes.
Mozart écrit la Messe du Couronnement au début de l'année 1779 à Salzbourg, et en termine très probablement la composition le 23 mars 1779,. Elle est vraisemblablement jouée pour la première fois le 4 ou le 5 avril de la même année, à l'occasion du dimanche ou du lundi de Pâques.
Après la mort de Mozart, le manuscrit original est acheté par l'éditeur Johann Anton André en 1800, avant que la Königliche Bibliothek de Berlin ne l'acquiert auprès de ses héritiers.

## Origine du nom
Une première explication du nom de « messe du Couronnement » est proposée au début du XXe siècle par un archiviste du Salzburg Mozarteum, qui suggère que l’œuvre aurait été composée pour une célébration commémorative en lien avec la Vierge couronnée du sanctuaire de Maria Plain, non loin de Salzbourg. Toutefois, cette explication est aujourd'hui considérée comme une légende, notamment car aucune festivité justifiant une telle composition n'a eu lieu au sanctuaire à l'époque où Mozart l'a composée.
L'explication la plus certaine vient du fait que la messe a très vraisemblablement été donnée à Prague soit lors du couronnement de Léopold II et Marie-Louise, soit encore plus probablement pour celui de François II, en 1792.
Le nom de « messe du Couronnement », dont l'utilisation est déjà attestée au XIXe siècle, apparaît dans la première édition du catalogue Köchel en 1862.

## Analyse musicale
Le solo de l'Agnus Dei, annoncerait l'air Dove Sono de la Comtesse dans Les Noces de Figaro. 
«  Une des plus célèbres mélodies de l'œuvre religieuse de Mozart est certes l'aria de soprano de l'Agnus Dei. Mozart la réutilisera dans le fameux air "Dove sono" de la Comtesse au cœur des Noces de Figaro, rapprochant ainsi la femme qui se souvient de l'amour blessé et le Créateur s'apitoyant sur l'Agneau (ce n'est pas la seule fois où le sacré fait irruption dans les opéras de Mozart !). Après la voix soliste, en une magnifique procession, de la joie intérieure à la jubilation contagieuse, monte le magistral crescendo expressif et dynamique du "Dona nobis pacem". Le thème de la paix qui s'élève n'est autre que le motif lyrique du Kyrie. Cet allegro con spirito où alternent chœur et solistes, déploie avec l’aide des cuivres en fanfares, le brillant et le faste d'un grandiose final d'opéra.   »
— Ensemble vocal Orphée

## Données de l'œuvre

### Référence
KV 317 en Ut majeur, no 15.
- Date de commande : janvier 1779.
- Date de composition : 23 mars 1779
- Lieu et date de la première exécution : 4 avril 1779 dans la cathédrale de Salzbourg, le jour de Pâques.

### Orchestration
| Instrumentation de la messe no 15 en Ut majeur                               |
| Voix                                                                         |
| Solo : soprano, alto, ténor, Baryton Chœur : sopranos, altos, ténors, basses |
| Cordes                                                                       |
| premiers violons, seconds violons, violoncelles, contrebasses                |
| Bois                                                                         |
| 2 hautbois, 2 bassons                                                        |
| Cuivres                                                                      |
| 2 cors en do, 2 trompettes en do, 3 trombones                                |
| Percussions                                                                  |
| 2 timbales en do et sol                                                      |
| Clavier                                                                      |
| orgue                                                                        |

### Composition
- Kyrie: Andante maestoso - Più andante
- Gloria: Allegretto con spirito
- Credo: Allegro molto - Adagio - Tempo I
- Sanctus: Andante maestoso - Allegro assai
- Benedictus: Allegretto - Allegro assai
- Agnus Dei: Andante sostenuto - Allegro con spirito

## Interprétations
Haydn aurait dirigé la messe du Couronnement de Mozart à la demande de l’épouse du prince Esterházy, qui l’aurait entendue lors du couronnement de Léopold en 1791.
- Herbert von Karajan
- Petits Chanteurs de Vienne
- Nikolaus Harnoncourt
- Académie vocale de Paris
- Laurence Equilbey

## Écoute
- [audio]  Kyrie Petits Chanteurs de Saint Charles
- [audio] Gloria  - Sanctus- Agnus Dei
- [audio] Sanctus
- Petits Chanteurs de Vienne : [audio] Sur Youtube Kyrie  et Sanctus  et Agnus Dei
- [audio] Médiathèque  Cité de la Musique